# لوئیس آلبرتو لاکایا پو
لوئیس آلبرتو لاکایا پو (انگلیسی: Luis Alberto Lacalle Pou؛ زادهٔ ۱۱ اوت ۱۹۷۳) سیاست‌مدار اهل اروگوئه است. وی وکیل، سیاستمدار و رئیس جمهور فعلی اروگوئه می باشد که از ۱ مارس ۲۰۲۰ تصدی این مقام را در پی پیروزی در انتخابات عمومی ۲۰۱۹ اروگوئه به دست آورده‌است.